# Sarvottan Jeevan Raksha Padak

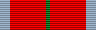
Lint van de Sarvottan Jeevan Raksha Padak

De Sarvottan Jeevan Raksha Padak is een Indiase onderscheiding die door de President van India werd ingesteld als eerbewijs voor "wie met gevaar voor eigen leven een leven weet te redden". Het lint is rood met lichtblauwe biezen en een groene middenstreep. 